# Listă de filme britanice din 1974
Aceasta este o listă de filme britanice din 1974:

## Lista
| Titlu                                   | Regizor             | Distribuție                                                         | Gen                  | Note                                                                                                |
| --------------------------------------- | ------------------- | ------------------------------------------------------------------- | -------------------- | --------------------------------------------------------------------------------------------------- |
| 11 Harrowhouse                          | Aram Avakian        | Charles Grodin, Candice Bergen                                      | Thriller             | |
| The Abdication                          | Anthony Harvey      | Peter Finch, Liv Ullmann                                            | Historical           | |
| Akenfield                               | Peter Hall          | Stanley Baxter, Ronald Blythe, Ethel Branton                        | Drama                | |
| The Beast Must Die                      | Paul Annett         | Anton Diffring, Calvin Lockhart                                     | Horror               | |
| The Best of Benny Hill                  | John Robins         | Benny Hill                                                          | Comedy               | Skits from his television show                                                                      |
| The Best Pair of Legs in the Business   | Christopher Hodson  | Reg Varney, Diana Coupland                                          | Comedy/drama         | |
| The Black Windmill                      | Don Siegel          | Michael Caine, Donald Pleasence                                     | Spy/thriller         | |
| Brief Encounter                         | Alan Bridges        | Richard Burton, Sophia Loren                                        | Romance/drama/remake | |
| Butley                                  | Harold Pinter       | Alan Bates, Jessica Tandy                                           | Drama                | Film of play by Simon Gray                                                                          |
| Callan                                  | Don Sharp           | Edward Woodward, Eric Porter                                        | Thriller             | TV spin-off                                                                                         |
| Can You Keep It Up for a Week?          | Jim Atkinson        | Jeremy Bulloch, Neil Hallett                                        | Sex comedy           | [ 1 ]                                                                                               |
| Captain Kronos – Vampire Hunter         | Brian Clemens       | Horst Janson, John Carson, Caroline Munro                           | Horror               | |
| Carry On Dick                           | Gerald Thomas       | Sid James, Barbara Windsor                                          | Comedy               | |
| Confessions of a Window Cleaner         | Val Guest           | Robin Askwith, Antony Booth                                         | Sex comedy           | |
| Craze                                   | Freddie Francis     | Jack Palance, Diana Dors                                            | Comedy/horror        | |
| Dead Cert                               | Tony Richardson     | Scott Antony, Judi Dench                                            | Thriller             | |
| Deadly Strangers                        | Sidney Hayers       | Hayley Mills, Simon Ward                                            | Thriller             | |
| Diamonds on Wheels                      | Jerome Courtland    | Patrick Allen, George Sewell, Barry Jackson                         | Comedy               | |
| The Four Musketeers                     | Richard Lester      | Oliver Reed, Richard Chamberlain, Frank Finlay, Michael York        | Adventure            | |
| Frankenstein and the Monster from Hell  | Terence Fisher      | Peter Cushing, David Prowse                                         | Horror               | |
| Frightmare                              | Pete Walker         | Rupert Davies, Sheila Keith                                         | Horror               | |
| From Beyond the Grave                   | Kevin Connor        | Peter Cushing, Ian Bannen                                           | Portmanteau horror   | |
| Ghost Story                             | Stephen Weeks       | Marianne Faithfull, Leigh Lawson                                    | Mystery              | |
| The God King                            | Lester James Peries | Leigh Lawson, Oliver Tobias                                         | Historical           | Co-production with Sri Lanka                                                                        |
| Gold                                    | Peter R. Hunt       | Roger Moore, Susannah York                                          | Adventure            | |
| The Golden Voyage of Sinbad             | Gordon Hessler      | John Phillip Law, Tom Baker                                         | Fantasy              | |
| Got It Made                             | James Kenelm Clarke | Lalla Ward, Michael Latimer                                         | Drama                | [ 2 ]                                                                                               |
| Great Expectations                      | Joseph Hardy        |                                                                     |                      | Entered into the 9th Moscow International Film Festival                                             |
| The Internecine Project                 | Ken Hughes          | James Coburn, Lee Grant                                             | Spy/thriller         | |
| Juggernaut                              | Richard Lester      | Richard Harris, Omar Sharif                                         | Drama                | |
| Just One More Time                      | Maurice Hamblin     | John Hamill, Sue Longhurst                                          | Sex comedy           | |
| The Legend of the Seven Golden Vampires | Roy Ward Baker      | Peter Cushing, Julie Ege                                            | Horror/action        | Co-production with Hong Kong                                                                        |
| Little Malcolm                          | Stuart Cooper       | Rosalind Ayres, John Hurt                                           | Comedy/drama         | Won the Silver Bear at Berlin                                                                       |
| The Little Prince                       | Stanley Donen       | Steven Warner, Richard Kiley                                        | Musical              | |
| Madhouse                                | Jim Clark           | Vincent Price, Natasha Pyne                                         | Horror               | |
| Mahler                                  | Ken Russell         | Robert Powell, Georgina Hale                                        | Biopic               | |
| The Maids                               | Christopher Miles   | Glenda Jackson, Susannah York                                       | Drama                | Adaptation of the Jean Genet play                                                                   |
| The Man with the Golden Gun             | Guy Hamilton        | Roger Moore, Christopher Lee, Maud Adams, Britt Ekland, Richard Loo | Spy/action           | |
| The Marseille Contract                  | Robert Parrish      | Michael Caine, Anthony Quinn, James Mason                           | Thriller             | |
| Mistress Pamela                         | Jim O'Connolly      | Ann Michelle, Julian Barnes                                         | Drama                | |
| Murder on the Orient Express            | Sidney Lumet        | Albert Finney, Lauren Bacall, Sean Connery, Ingrid Bergman          | Mystery              | Based on Agatha Christie's novel. Ingrid Bergman won the Academy Award for Best Supporting Actress. |
| The Mutations                           | Jack Cardiff        | Tom Baker, Brad Harris, Donald Pleasence                            | Horror               | |
| The ODESSA File                         | Ronald Neame        | Jon Voight, Maximilian Schell, Mary Tamm                            | Spy/thriller         | |
| Open Season                             | Peter Collinson     | Peter Fonda, Cornelia Sharpe                                        | Action               | |
| The Optimists of Nine Elms              | Anthony Simmons     | Peter Sellers, John Chaffey                                         | Comedy               | |
| Paul and Michelle                       | Lewis Gilbert       | Anicée Alvina, Sean Bury                                            | Drama                | Co-production with France                                                                           |
| Penda's Fen                             | Alan Clarke         | Spencer Banks                                                       | Comedy drama         | Made for television                                                                                 |
| Percy's Progress                        | Ralph Thomas        | Leigh Lawson, Elke Sommer                                           | Comedy               | |
| Persecution                             | Don Chaffey         | Lana Turner, Trevor Howard                                          | Horror thriller      | |
| Phase IV                                | Saul Bass           | Michael Murphy, Nigel Davenport                                     | Sci-fi               | |
| The Rehearsal                           | Jules Dassin        | Jules Dassin, Olympia Dukakis, Melina Mercouri, Laurence Olivier    | Drama                | British/Greek co-production                                                                         |
| The Satanic Rites of Dracula            | Alan Gibson         | Christopher Lee, Peter Cushing, Joanna Lumley                       | Horror               | |
| Soft Beds, Hard Battles                 | Roy Boulting        | Peter Sellers                                                       | World War II comedy  | |
| Stardust                                | Michael Apted       | David Essex, Adam Faith                                             | Drama                | |
| Swallows and Amazons                    | Claude Whatham      | Virginia McKenna, Ronald Fraser                                     | Family               | |
| The Swordsman                           | Lindsay Shonteff    | Linda Marlowe                                                       | Action               | |
| Symptoms                                | José Ramón Larraz   | Angela Pleasence, Raymond Huntley                                   | Horror thriller      | Entered into the 1974 Cannes Film Festival                                                          |
| The Tamarind Seed                       | Blake Edwards       | Julie Andrews, Omar Sharif, Anthony Quayle                          | Romance/spy/drama    | |
| The Tempter                             | Damiano Damiani     | Glenda Jackson, Claudio Cassinelli                                  | Drama                | Co-production with Italy                                                                            |
| Vampira                                 | Clive Donner        | David Niven, Teresa Graves                                          | Horror comedy        | |
| Vampyres                                | José Ramón Larraz   | Anulka, Murray Brown                                                | Horror               | |
| What Changed Charley Farthing?          | Sidney Hayers       | Hayley Mills, Lionel Jeffries                                       | Comedy               | |
| Zardoz                                  | John Boorman        | Sean Connery, Charlotte Rampling                                    | Sci-fi               | |